# When We All Fall Asleep, Where Do We Go?
When We All Fall Asleep, Where Do We Go? là album phòng thu đầu tay của nữ ca sĩ người Mỹ Billie Eilish. Album được phát hành vào ngày 29 tháng 3 năm 2019 tại Hoa Kỳ bởi Darkroom và Interscope Records, và tại Anh Quốc bởi Polydor Records. Eilish đồng sáng tác hầu hết các ca khúc cùng với anh trai Finneas O'Connell, người thực hiện sản xuất cho album. Về mặt âm nhạc, album là một bản thu âm thuộc thể loại pop, avant-pop và art pop, với những ảnh hưởng của một số thể loại khác như hip hop và industrial.
Hai đĩa đơn "You Should See Me in a Crown" và "When the Party's Over" được phát hành trước khi có thông báo chính thức về album. Đĩa đơn thứ ba, "Bury a Friend", được phát hành cùng với thông báo mở đặt trước album và nhận được những lời khen ngợi từ các nhà phê bình. Ba đĩa đơn kế tiếp bao gồm "Wish You Were Gay", đĩa đơn quán quân Billboard Hot 100 "Bad Guy" và "All the Good Girls Go to Hell". Các đĩa đơn "Come Out and Play" và "When I Was Older" là các bài hát thêm trong phiên bản cao cấp của album, còn các đĩa đơn "Bitches Broken Hearts" và "Everything I Wanted" là các ca khúc nằm trong phiên bản phát hành lại của album.
Sau khi phát hành, When We All Fall Asleep, Where Do We Go? nhận được nhiều lời tán dương từ phía các nhà phê bình âm nhạc. Nhiều nhà phê bình khen ngợi chủ đề, quá trình sáng tác nhạc, tính cố kết và cách Eilish thể hiện giọng hát trong album. Album cũng đạt được thành công về mặt thương mại với việc giành được vị trí quán quân trên các bảng xếp hạng của nhiều quốc gia, trong đó có Hoa Kỳ, Canada và Anh Quốc. Tại Giải Grammy lần thứ 62, album giành chiến thắng ở các hạng mục Album của năm và Album giọng pop xuất sắc nhất. Ca khúc "Bad Guy" đoạt các giải Thu âm của năm, Bài hát của năm và được đề cử ở hạng mục Trình diễn đơn ca pop xuất sắc nhất. Finneas đoạt giải Nhà sản xuất nhạc đại chúng của năm, còn Eilish cũng giành chiến thắng ở hạng mục Nghệ sĩ mới xuất sắc nhất. Eilish khởi động chuyến lưu diễn When We All Fall Asleep Tour vào tháng 4 năm 2019 để hỗ trợ quảng bá cho album. Chuyến lưu diễn sẽ tiếp tục chặng thứ hai vào năm 2020 với tên gọi Where Do We Go? World Tour.

## Tiếp nhận phê bình
| Đánh giá chuyên môn   | Đánh giá chuyên môn |
| Điểm trung bình       | Điểm trung bình     |
| Nguồn                 | Đánh giá            |
| --------------------- | ------------------- |
| AnyDecentMusic?       | 7,5/10              |
| Metacritic            | 82/100              |
| Nguồn đánh giá        |                     |
| Nguồn                 | Đánh giá            |
| AllMusic              | [ 3 ]               |
| The Daily Telegraph   | [ 4 ]               |
| The Guardian          | [ 5 ]               |
| The Independent       | [ 6 ]               |
| NME                   | [ 7 ]               |
| The Observer          | [ 8 ]               |
| Pitchfork             | 7,2/10              |
| Q                     | [ 10 ]              |
| Rolling Stone         | [ 11 ]              |
| Vice (Expert Witness) | A                   |

When We All Fall Asleep, Where Do We Go? nhận được nhiều lời tán dương từ các nhà phê bình âm nhạc. Một số nhà phê bình khen ngợi chủ đề rùng rợn, tính cố kết của album và năng lực sáng tác nhạc của Eilish và O'Connell. Trên Metacritic, một trang đưa ra số điểm chuẩn trên thang 100 dựa trên các bài đánh giá của các xuất bản phẩm phổ biến, album nhận được điểm trung bình là 82 dựa trên 21 bài đánh giá, tương ứng với nhận xét "được tán dương rộng rãi."

## Danh hiệu và giải thưởng

### Danh sách cuối năm
| Xuất bản phẩm        | Danh sách                                        | Vị trí        | Ng.    |
| -------------------- | ------------------------------------------------ | ------------- | ------ |
| The A.V. Club        | 20 album xuất sắc nhất năm 2019                  | 7             | [ 14 ] |
| AllMusic             | Âm nhạc xuất sắc nhất năm 2019                   | —             | [ 15 ] |
| The Atlantic         | 18 album xuất sắc nhất năm 2019                  | —             | [ 16 ] |
| Billboard            | 50 album xuất sắc nhất năm 2019                  | 2             | [ 17 ] |
| Billboard            | 100 album vĩ đại nhất thập niên 2010             | 27            | [ 18 ] |
| Clash                | Những album xuất sắc nhất năm 2019               | 4             | [ 19 ] |
| Complex              | Những album của năm 2019 theo Clash              | 4             | [ 20 ] |
| Consequence of Sound | Top 50 album của năm 2019                        | 1             | [ 21 ] |
| Contactmusic         | Top 10 album của năm 2019                        | 1             | [ 22 ] |
| Dazed                | 20 album xuất sắc nhất năm 2019                  | 7             | [ 23 ] |
| The Economist        | Những album xuất sắc nhất năm 2019               | —             | [ 24 ] |
| Exclaim!             | 20 album pop và rock xuất sắc nhất năm 2019      | 17            | [ 25 ] |
| Entertainment Weekly | Những album xuất sắc nhất năm 2019               | 2             | [ 26 ] |
| Gorilla vs. Bear     | Những album của năm 2019 theo Gorilla vs. Bear   | 7             | [ 27 ] |
| GQ (Anh Quốc)        | Những album giúp năm 2019 tuyệt vời thêm lần nữa | 3             | [ 28 ] |
| The Guardian         | Những album xuất sắc nhất năm 2019               | 3             | [ 29 ] |
| Hot Press            | Những album của năm 2019 theo Hot Press: Top 10  | 3             | [ 30 ] |
| Idolator             | 20 album pop xuất sắc nhất năm 2019              | 6             | [ 31 ] |
| Los Angeles Times    | Những album và bài hát xuất sắc nhất năm 2019    | 3             | [ 32 ] |
| musicOMH             | Top 50 album của năm 2019 theo musicOMH          | 2             | [ 33 ] |
| The New York Times   | Những album xuất sắc nhất năm 2019               | 1             | [ 34 ] |
| NME                  | 50 album xuất sắc nhất năm 2019                  | 1             | [ 35 ] |
| Pitchfork            | 50 album xuất sắc nhất năm 2019                  | 21            | [ 36 ] |
| PopCrush             | 25 album pop xuất sắc nhất năm 2019              | —             | [ 37 ] |
| Rolling Stone        | 50 album xuất sắc nhất năm 2019                  | 2             | [ 38 ] |
| Rolling Stone        | 200 album xuất sắc nhất thập niên 2010           | 31            | [ 39 ] |
| Slate                | Những album xuất sắc nhất năm 2019               | —             | [ 40 ] |
| Time                 | 10 album xuất sắc nhất năm 2019                  | 6             | [ 41 ] |
| Uproxx               | Những album xuất sắc nhất năm 2019               | 5             | [ 42 ] |
| Variety              | Những album xuất sắc nhất năm 2019               | 1 (đồng hạng) | [ 43 ] |

### Giải thưởng và đề cử
| Giải thưởng                                     | Năm  | Hạng mục                                    | Kết quả      | Ng.    |
| ----------------------------------------------- | ---- | ------------------------------------------- | ------------ | ------ |
| Giải thưởng Âm nhạc Mỹ                          | 2019 | Album Pop/Rock được yêu thích nhất          | Đề cử        | [ 44 ] |
| Giải Apple Music                                | 2019 | Album của năm                               | Đoạt giải    | [ 45 ] |
| Giải BreakTudo                                  | 2019 | Album của năm                               | Đề cử        | [ 46 ] |
| Giải thưởng Âm nhạc Đan Mạch                    | 2019 | Album tiếng nước ngoài xuất sắc nhất        | Đoạt giải    | [ 47 ] |
| Biểu tượng cho sự lựa chọn của người dùng Gaana | 2020 | Album quốc tế xuất sắc nhất                 | Chưa công bố | [ 48 ] |
| Giải Grammy                                     | 2020 | Album của năm                               | Đoạt giải    | [ 49 ] |
| Giải Grammy                                     | 2020 | Album giọng pop xuất sắc nhất               | Đoạt giải    | [ 49 ] |
| Giải Grammy                                     | 2020 | Album nhạc đại chúng được sản xuất tốt nhất | Đoạt giải    | [ 49 ] |
| Giải thưởng Âm nhạc LOS40                       | 2019 | Album quốc tế xuất sắc nhất                 | Đoạt giải    | [ 50 ] |
| People's Choice Awards                          | 2019 | Album của năm 2019                          | Đề cử        | [ 51 ] |
| Giải Q                                          | 2019 | Album xuất sắc nhất                         | Đề cử        | [ 52 ] |

## Diễn biến thương mại
When We All Fall Asleep, Where Do We Go? ra mắt ở vị trí số 1 trên bảng xếp hạng Billboard 200 của Hoa Kỳ với doanh số đạt 313.000 đơn vị album tương đương, trong đó có 170.000 bản là album thuần. Album thu về 137.000 đơn vị từ các dịch vụ stream, tương ứng với 194 triệu lượt stream theo yêu cầu của các ca khúc trong tuần đầu phát hành album, qua đó trở thành album có lượng stream trong một tuần nhiều thứ ba của một nữ nghệ sĩ. Trong tuần lễ thứ hai trên bảng xếp hạng, album rơi xuống vị trí thứ 2 với doanh số đạt 118.000 đơn vị, giảm 62 phần trăm so với tuần đầu tiên. Album sau đó quay trở lại vị trí quán quân của bảng xếp hạng trong hai tuần không liên tiếp. Đây là album đầu tiên dẫn đầu bảng xếp hạng của một nữ nghệ sĩ trẻ tuổi nhất trong vòng 10 năm kể từ sau khi Demi Lovato đạt được thành tích này với Here We Go Again, và cũng là album đầu tiên của một nữ nghệ sĩ trẻ tuổi nhất có nhiều hơn một tuần dẫn đầu bảng xếp hạng trong vòng 20 năm kể từ sau ...Baby One More Time của Britney Spears. Tính đến ngày 20 tháng 6 năm 2019, When We All Fall Asleep đã bán được tổng cộng 1.304.000 đơn vị album tương đương tại Hoa Kỳ, trong đó có 343.000 bản là album thuần. Album được RIAA chứng nhận 2x Bạch kim tại thị trường này vào ngày 17 tháng 9 năm 2019.
Tại quốc gia láng giềng Canada, album đánh bật Bad Habits của Nav để ra mắt ở vị trí quán quân trên bảng xếp hạng album toàn quốc với tổng cộng 46.000 đơn vị được tiêu thụ. Sau hai tuần liên tiếp ở vị trí á quân, album quay trở lại vị trí dẫn đầu bảng xếp hạng với tổng cộng 12.000 đơn vị được tiêu thụ. When We All Fall Asleep sau đó tiếp tục giữ vị trí này trong bốn tuần không liên tiếp. Tính đến cuối tháng 6 năm 2019, album được chứng nhận 2x Bạch kim và là album bán chạy nhất tại quốc gia này vào thời điểm đó với doanh số đạt 174.000 đơn vị album tương đương.
Tại Anh Quốc, album cũng ra mắt ở vị trí quán quân trên bảng xếp hạng album chính thức của quốc gia với tổng doanh số đạt 48.000 bản, giúp Eilish trở thành nữ nghệ sĩ đơn ca trẻ tuổi nhất dẫn đầu bảng xếp hạng. Sau khi giữ vị trí số 1 trong tuần thứ hai liên tiếp, album rơi xuống vị trí thứ 2 trong tuần thứ ba nhưng lập tức trở lại vị trí quán quân trong tuần kế tiếp, với tổng doanh số nhiều hơn 6.000 bản so với album ở vị trí á quân. Tại thời điểm này, album đã được BPI chứng nhận Vàng cho doanh số đạt 100.000 trên toàn quốc. Đây là album bán chạy thứ sáu trong nửa đầu năm 2019 tại Anh Quốc với tổng doanh số đạt 200.000 bản. Tại Úc, album ra mắt ở vị trí số 1 trên bảng xếp hạng album của ARIA và sáu bài hát trong album đồng loạt nắm giữ các vị trí trong top 10 của bảng xếp hạng đĩa đơn. Với thành tích này, Eilish đã phá vỡ kỷ lục trước đó của Ed Sheeran cho nghệ sĩ có nhiều ca khúc đồng loạt xuất hiện trong top 10 của bảng xếp hạng nhất. Album giữ vị trí quán quân trong sáu tuần không liên tiếp và sau đó đã được ARIA chứng nhận Bạch kim.

## Danh sách bài hát
Tất cả các ca khúc được viết bởi Billie Eilish O'Connell và Finneas O'Connell, trừ các bài hát được ghi chú.
Tất cả bài hát đều do Finneas O'Connell sản xuất với "Bitches Broken Hearts" đồng sản xuất bởi Emmit Fenn và "Bad Guy" sản xuất thêm bổ sung bởi Billie Eilish.
| When We All Fall Asleep, Where Do We Go? | When We All Fall Asleep, Where Do We Go?            | When We All Fall Asleep, Where Do We Go? |
| STT                                      | Nhan đề                                             | Thời lượng                               |
| ---------------------------------------- | --------------------------------------------------- | ---------------------------------------- |
| 1.                                       | "!!!!!!!"                                           | 0:14                                     |
| 2.                                       | "Bad Guy"                                           | 3:14                                     |
| 3.                                       | "Xanny"                                             | 4:04                                     |
| 4.                                       | "You Should See Me in a Crown"                      | 3:01                                     |
| 5.                                       | "All the Good Girls Go to Hell"                     | 2:49                                     |
| 6.                                       | "Wish You Were Gay"                                 | 3:42                                     |
| 7.                                       | "When the Party's Over" (sáng tác bởi F. O'Connell) | 3:16                                     |
| 8.                                       | "8"                                                 | 2:53                                     |
| 9.                                       | "My Strange Addiction" (sáng tác bởi F. O'Connell)  | 3:00                                     |
| 10.                                      | "Bury a Friend"                                     | 3:13                                     |
| 11.                                      | "Ilomilo"                                           | 2:36                                     |
| 12.                                      | "Listen Before I Go"                                | 4:03                                     |
| 13.                                      | "I Love You"                                        | 4:52                                     |
| 14.                                      | "Goodbye"                                           | 1:59                                     |
| Tổng thời lượng:                         | Tổng thời lượng:                                    | 42:48                                    |

| When We All Fall Asleep, Where Do We Go? – Bài hát thêm cho phiên bản phát hành tại Nhật Bản | When We All Fall Asleep, Where Do We Go? – Bài hát thêm cho phiên bản phát hành tại Nhật Bản | When We All Fall Asleep, Where Do We Go? – Bài hát thêm cho phiên bản phát hành tại Nhật Bản |
| STT                                                                                          | Nhan đề                                                                                      | Thời lượng                                                                                   |
| -------------------------------------------------------------------------------------------- | -------------------------------------------------------------------------------------------- | -------------------------------------------------------------------------------------------- |
| 15.                                                                                          | "Come Out and Play"                                                                          | 3:30                                                                                         |
| 16.                                                                                          | "When I Was Older" (Lấy cảm hứng từ bộ phim Roma)                                            | 4:30                                                                                         |
| Tổng thời lượng:                                                                             | Tổng thời lượng:                                                                             | 50:48                                                                                        |

| When We All Fall Asleep, Where Do We Go? – Bài hát thêm cho phiên bản phát hành lại | When We All Fall Asleep, Where Do We Go? – Bài hát thêm cho phiên bản phát hành lại                                  | When We All Fall Asleep, Where Do We Go? – Bài hát thêm cho phiên bản phát hành lại |
| STT                                                                                 | Nhan đề | Thời lượng                                                                          |
| ----------------------------------------------------------------------------------- | --- | ----------------------------------------------------------------------------------- |
| 15.                                                                                 | "When I Was Older" (Lấy cảm hứng từ bộ phim Roma)                                                                    | 4:30                                                                                |
| 16.                                                                                 | "Bitches Broken Hearts" (sáng tác bởi B. O'Connell, Emmit Fenn, F. O'Connell; sản xuất bởi F. O'Connell, Emmit Fenn) | 2:56                                                                                |
| 17.                                                                                 | "Everything I Wanted"                                                                                                | 4:05                                                                                |
| Tổng thời lượng:                                                                    | Tổng thời lượng: | 54:19                                                                               |

Ghi chú
- Tất cả các bài hát đều được viết cách điệu bằng chữ in thường, trừ bài "When I Was Older" được viết in hoa tất cả.[72]
- "Bury a Friend" chứa một đoạn hát bổ sung không được ghi công của Mehki Raine.[73]
- "My Strange Addiction" chứa một số đoạn âm thanh lấy mẫu từ tập phim "Threat Level Midnight" của loạt phim truyền hình The Office. Các đoạn âm thanh này không được ghi nhận trong ghi chú của album.[74]
- "When I Was Older" chứa một số đoạn âm thanh lấy mẫu từ bộ phim Roma.

## Đội ngũ thực hiện
Thông tin được lấy từ ghi chú trên bìa album và Spotify.
- Billie Eilish – hát chính, sáng tác (1–6, 8, 10–14), sản xuất bổ sung (trong "Bad Guy")
- Finneas – nhà sản xuất, sáng tác
- Emmit Fenn – đồng sản xuất (trong "Bitches Broken Hearts")
- Rob Kinelski – mixing
- John Greenham – mastering

## Xếp hạng và chứng nhận
| Bảng xếp hạng (2019)                     | Vị trí cao nhất |
| ---------------------------------------- | --------------- |
| Album Úc (ARIA)                          | 1               |
| Album Áo (Ö3 Austria)                    | 1               |
| Album Bỉ (Ultratop Vlaanderen)           | 1               |
| Album Bỉ (Ultratop Wallonie)             | 5               |
| Album Canada (Billboard)                 | 1               |
| Album Cộng hòa Séc (ČNS IFPI)            | 1               |
| Album Đan Mạch (Hitlisten)               | 1               |
| Album Hà Lan (Album Top 100)             | 1               |
| Estonia (Eesti Tipp-40)                  | 1               |
| Album Phần Lan (Suomen virallinen lista) | 1               |
| Album Pháp (SNEP)                        | 7               |
| Album Đức (Offizielle Top 100)           | 3               |
| Album Hy Lạp (IFPI)                      | 1               |
| Album Hungaria (MAHASZ)                  | 18              |
| Album Ireland (IRMA)                     | 1               |
| Album Ý (FIMI)                           | 3               |
| Album Nhật Bản (Oricon)                  | 41              |
| Latvia (LAIPA)                           | 1               |
| Lithuania (AGATA)                        | 1               |
| Mexico (AMPROFON)                        | 5               |
| Album New Zealand (RMNZ)                 | 1               |
| Album Na Uy (VG-lista)                   | 1               |
| Album Ba Lan (ZPAV)                      | 4               |
| Album Bồ Đào Nha (AFP)                   | 1               |
| Album Scotland (OCC)                     | 1               |
| Tiệp Khắc (ČNS IFPI)                     | 1               |
| Nam Hàn Quốc (Gaon)                      | 24              |
| Album Tây Ban Nha (PROMUSICAE)           | 2               |
| Album Thụy Điển (Sverigetopplistan)      | 1               |
| Album Thụy Sĩ (Schweizer Hitparade)      | 1               |
| Album Anh Quốc (OCC)                     | 1               |
| Hoa Kỳ Billboard 200                     | 1               |
| Album Hoa Kỳ Top Alternative (Billboard) | 1               |
| Hoa Kỳ Rolling Stone Top 200             | 2               |

| Bảng xếp hạng (2019)                     | Vị trí |
| ---------------------------------------- | ------ |
| Úc (ARIA)                                | 1      |
| Áo (Ö3 Austria)                          | 3      |
| Hy Lạp (IFPI)                            | 2      |
| Bỉ (Ultratop Flanders)                   | 2      |
| Bỉ (Ultratop Wallonia)                   | 23     |
| Canada (Billboard)                       | 2      |
| Đan Mạch (Hitlisten)                     | 3      |
| Hà Lan (Album Top 100)                   | 2      |
| Pháp (SNEP)                              | 40     |
| Đức (Offizielle Top 100)                 | 14     |
| Ireland (IRMA)                           | 3      |
| Ý (FIMI)                                 | 15     |
| Latvia (LAIPA)                           | 1      |
| New Zealand (RMNZ)                       | 1      |
| Thụy Điển (Sverigetopplistan)            | 1      |
| Thụy Sĩ (Schweizer Hitparade)            | 5      |
| Anh Quốc (OCC)                           | 4      |
| Hoa Kỳ Billboard 200                     | 1      |
| Hoa Kỳ Alternative Albums (Billboard)    | 1      |
| Hoa Kỳ Top Tastemaker Albums (Billboard) | 1      |
| Hoa Kỳ Rolling Stone Top 200             | 1      |

| Bảng xếp hạng (2010–2019) | Vị trí |
| ------------------------- | ------ |
| Hoa Kỳ Billboard 200      | 53     |

| Quốc gia | Chứng nhận  | Số đơn vị/doanh số chứng nhận |
| --- | ----------- | ----------------------------- |
| Úc (ARIA) | Bạch kim    | 70.000‡                       |
| Áo (IFPI Áo) | Vàng        | 7.500‡                        |
| Bỉ (BEA) | Bạch kim    | 20.000‡                       |
| Canada (Music Canada) | 2× Bạch kim | 160.000‡                      |
| Đan Mạch (IFPI Đan Mạch) | 2× Bạch kim | 40.000‡                       |
| Pháp (SNEP) | Vàng        | 50.000‡                       |
| Đức (BVMI) | Vàng        | 100.000‡                      |
| Hy Lạp (IFPI Hy Lạp) | Bạch kim    | 80.000^                       |
| Ý (FIMI) | Bạch kim    | 50.000‡                       |
| México (AMPROFON) | 2× Bạch kim | 120.000‡                      |
| New Zealand (RMNZ) | 2× Bạch kim | 30.000‡                       |
| Na Uy (IFPI) | 4× Bạch kim | 80.000*                       |
| Ba Lan (ZPAV) | Bạch kim    | 20.000‡                       |
| Bồ Đào Nha (AFP) | Vàng        | 7.500^                        |
| Anh Quốc (BPI) | Bạch kim    | 300.000‡                      |
| Hoa Kỳ (RIAA) | 2× Bạch kim | 2.361.000                     |
| * Chứng nhận dựa theo doanh số tiêu thụ. ^ Chứng nhận dựa theo doanh số nhập hàng. ‡ Chứng nhận dựa theo doanh số tiêu thụ và phát trực tuyến. |             |                               |